# Kumarbi
Kumarbi – w mitologii hetycko-huryckiej "ojciec bogów". Ośrodkiem kultu Kumarbiego było miasto Urkis.
Na początku władcą niebios był Alalu, lecz pokonał go Anu, którego sługą został Kumarbi. Po dziesięciu latach służby Kumarbi wystąpił przeciwko Anu. W trakcie walki, kiedy szarpał zębami lędźwie Anu, został zapłodniony i urodził trójkę bogów (m.in. Teszuba), którzy mszcząc się za Anu, po walce zdetronizowali Kumarbiego. Pokonany Kumarbi zapłodnił skałę, która zrodziła Ullikummi, istotę z kamienia, ale o ludzkich kształtach, której chciał użyć przeciwko nowym bogom. Ullikummi umieszczony został na ramieniu olbrzyma Upelluri, który, wiecznie pogrążony we własnych myślach, nie był niczego świadom i nie czuł, jak na jego ramieniu Ullikummi szybko rósł, aż dosięgnął nieba. Zagrożony Teszub ciskał na Ullikummi gromy i zsyłał burze, lecz bezskutecznie, aż wreszcie został zmuszony do porzucenia tronu niebios. Bóg Taszmiszu, brat Teszuba, wpadł jednak na pomysł zwrócenia się o pomoc do Ea, do którego obaj z Teszubem następnie się udali. Ea odciął olbrzymiego Ullikummi od podstawy starodawną piłą o nazwie kuruzzi, którą posłużono się niegdyś do oddzielenia nieba od ziemi. Pozbawionego w ten sposób mocy bazaltowego giganta bogowie pod wodzą Teszuba łatwo pokonali. 
Był również ojcem potwora Hedammu.
Analogie między hetycko-huryckimi mitami o Kumarbim (w szczególności tzw. Pieśni o Ullikummi) a Teogonią Hezjoda pozwoliły wysnuć wniosek o prawdopodobieństwie orientalnych wpływów na jego dzieło.